# Хосе Кальєхон
Хосе́ Марі́я Кальєхо́н Буе́но (ісп. José María Callejón Bueno, нар. 11 лютого 1987, Мотріль) — іспанський футболіст, півзахисник «Гранади». Грав за національну збірну Іспанії.

## Клубна кар'єра
Вихованець кантери мадридського «Реала». У дорослому футболі дебютував 2007 року за другу команду «вершкових» у Сегунді.
Після двох сезонів, проведених у нижчих дивізіонах, 2008 року став гравцем клубу Ла-Ліги «Еспаньйол», де швидко став гравцем основного складу.
2011 року «Реал Мадрид» повернув свого вихованця, сплативши за його трансфер орієнтовні 5,5 мільйонів євро. Протягом наступних років регулярно виходив на поле в основному складі «королівського клубу», відзначившись 20 голами у 77 матчах усіх турнірів.
Влітку 2013 року перебрався до Італії, де за його трансфер 10 мільйонів євро сплатив «Наполі». У Неаполі став ключовим гравцем, протягом семи сезонів майже незмінно отримуючи місце у стартовому складі і демонструючи дуже непогану результативність. Залишив «Наполі» на той час вже 33-річний гравець у серпні 2020 року після завершення терміну дії свого чергового контракту із клубом.
5 жовтня того ж 2020 року узгодив умови контракту з іншим представником Серії A, «Фіорентиною». Протягом двох сезоів був важливим гравцем флорентійської команди, взявши участь у 50 іграх чемпіонату Італії.
Після дев'яти років виступів в Італії влітку 2022 року повернувся на батьківщину, уклавши 25 липня однорічну угоду з «Гранадою».

## Виступи за збірну
Протягом 2008–2009 років  залучався до складу молодіжної збірної Іспанії. На молодіжному рівні зіграв у 4 офіційних матчах, забив 1 гол.
Наприкінці 2014 року дебютував в іграх за національну збірну Іспанії. За наступні три роки взяв участь у ще чотирьох матчах національної команди, незмінно виходячи на заміну.
| Дата       | Місто           | Господарі | Результат | Гості              | Турнір            | Голи | Примітки |
| ---------- | --------------- | --------- | --------- | ------------------ | ----------------- | ---- | -------- |
| 15-11-2014 | Уельва          | Іспанія   | 3 – 0     | Білорусь           | Відбір до ЧЄ 2016 | -    | 69'      |
| 18-11-2014 | Віго            | Іспанія   | 0 – 1     | Німеччина          | товариський матч  | -    | 70'      |
| 12-11-2016 | Гранада         | Іспанія   | 4 – 0     | Північна Македонія | Відбір до ЧС 2018 | -    | 87'      |
| 9-10-2017  | Єрусалим        | Ізраїль   | 0 – 1     | Іспанія            | Відбір до ЧС 2018 | -    | 76'      |
| 14-11-2017 | Санкт-Петербург | Росія     | 3 – 3     | Іспанія            | товариський матч  | -    | 46'      |
| Усього     |                 | Матчів    | 5         |                    | Голів             | 0    |          |

## Досягнення
«Реал Мадрид»
- Чемпіон Іспанії: 2011-12
- Володар Суперкубка Іспанії: 2012

«Наполі»
- Володар Кубка Італії: 2014, 2020
- Володар Суперкубка Італії: 2014.